# هوانگ سان-می
هوانگ سان-می (کره‌ای: 황선미)؛ زادهٔ ۱۹۶۳)  یک نویسنده و پدیدآور اهل کره جنوبی است. مشهور‌ترین کار وی کتاب مرغی که رویای پرواز داشت؛ نام دارد که از روی آن پویانمایی لیفی مرغی در جنگل ساخته شده‌است.